# Miglior commissario tecnico dell'anno IFFHS

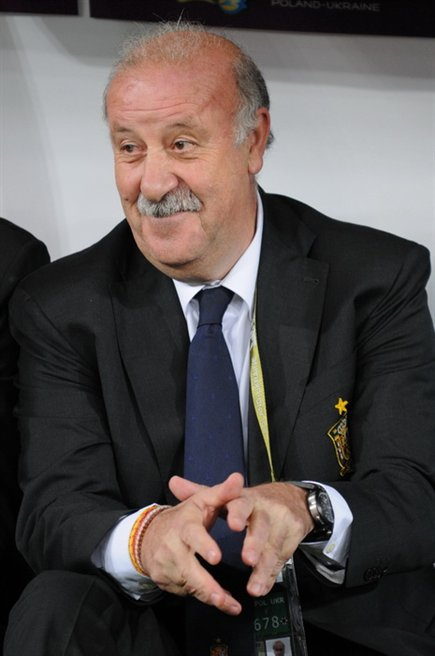
Vicente del Bosque, eletto per quattro volte Miglior commissario tecnico di calcio maschile dell'anno IFFHS.

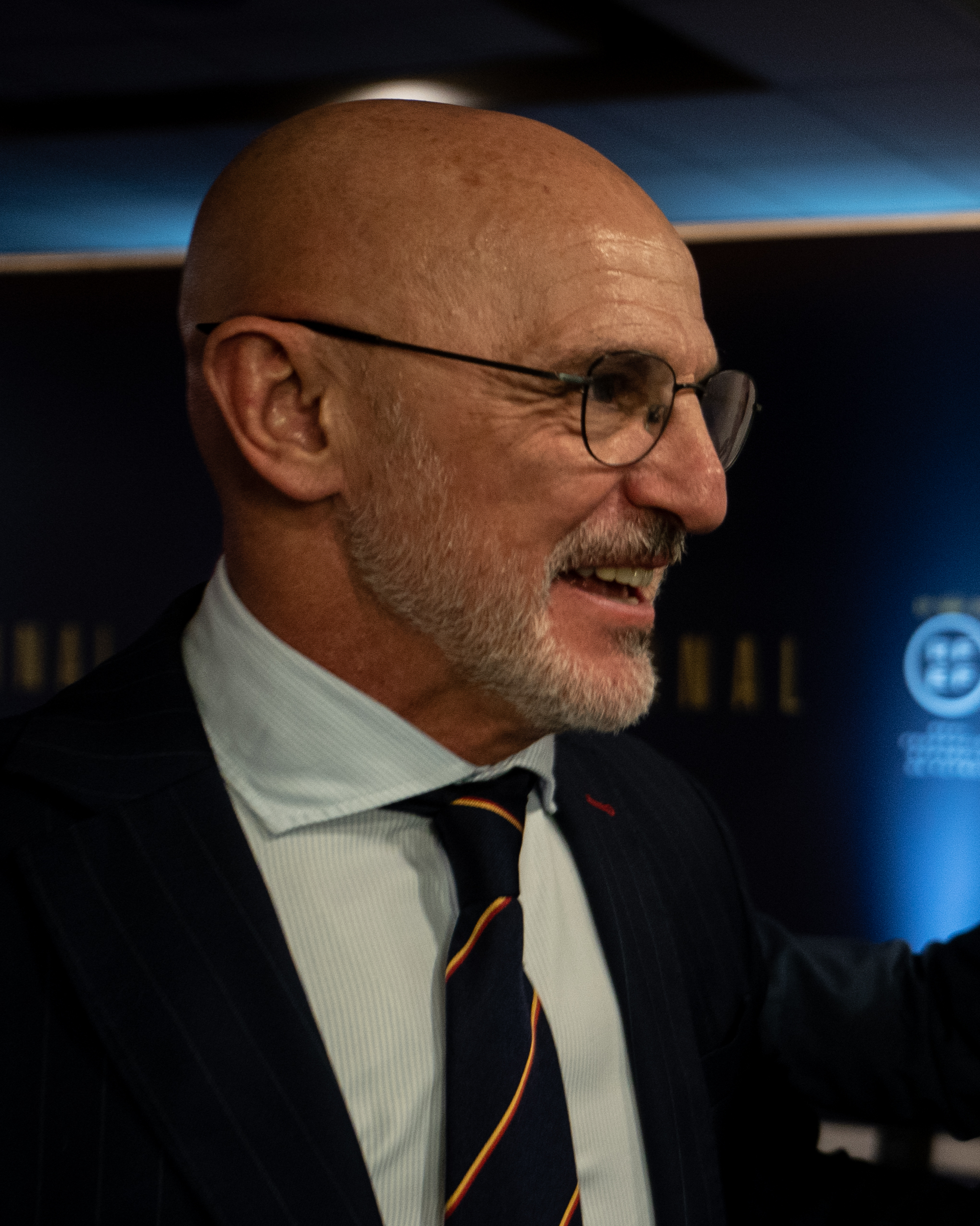
Luis de la Fuente, attualmente detentore del premio

Il Miglior commissario tecnico dell'anno IFFHS (in inglese IFFHS World's Best National Coach) è un premio calcistico assegnato dall'IFFHS ogni anno solare al miglior commissario tecnico grazie ai voti di esperti provenienti da diversi paesi.
Il maggior vincitore del premio è lo spagnolo Vicente del Bosque, con quattro affermazioni, seguito dal tedesco Joachim Löw, dal portoghese Fernando Santos, dal francese Didier Deschamps e dall'argentino Lionel Scaloni con due successi ciascuno.
Nel 2020 è stato introdotto anche il corrispettivo premio per il calcio femminile.

## Calcio maschile

### Albo d'oro
| Anno | Commissario tecnico     | Nazionale  |
| ---- | ----------------------- | ---------- |
| 1996 | Berti Vogts             | Germania   |
| 1997 | Mário Zagallo           | Brasile    |
| 1998 | Aimé Jacquet            | Francia    |
| 1999 | Vanderlei Luxemburgo    | Brasile    |
| 2000 | Roger Lemerre           | Francia    |
| 2001 | Marcelo Bielsa          | Argentina  |
| 2002 | Luiz Felipe Scolari     | Brasile    |
| 2003 | Jacques Santini         | Francia    |
| 2004 | Otto Rehhagel           | Grecia     |
| 2005 | Carlos Alberto Parreira | Brasile    |
| 2006 | Marcello Lippi          | Italia     |
| 2007 | Dunga                   | Brasile    |
| 2008 | Luis Aragonés           | Spagna     |
| 2009 | Vicente del Bosque      | Spagna     |
| 2010 | Vicente del Bosque      | Spagna     |
| 2011 | Óscar Tabárez           | Uruguay    |
| 2012 | Vicente del Bosque      | Spagna     |
| 2013 | Vicente del Bosque      | Spagna     |
| 2014 | Joachim Löw             | Germania   |
| 2015 | Jorge Sampaoli          | Cile       |
| 2016 | Fernando Santos         | Portogallo |
| 2017 | Joachim Löw             | Germania   |
| 2018 | Didier Deschamps        | Francia    |
| 2019 | Fernando Santos         | Portogallo |
| 2020 | Didier Deschamps        | Francia    |
| 2021 | Roberto Mancini         | Italia     |
| 2022 | Lionel Scaloni          | Argentina  |
| 2023 | Lionel Scaloni          | Argentina  |
| 2024 | Luis de la Fuente       | Spagna     |

### Edizioni
N.B.: tra parentesi è indicata la selezione nazionale allenata.
1996
1. Berti Vogts (Germania)
2. Bora Milutinović (Messico)
3. Jo Bonfrère (Nigeria)
4. Clive Barker (Sudafrica)
5. Nelo Vingada (Arabia Saudita)

1997
1. Mário Zagallo (Brasile) - 194 voti
2. Javier Clemente (Spagna) - 112 voti
3. Glenn Hoddle (Inghilterra) - 110 voti
4. Berti Vogts (Germania) - 68 voti
5. Anghel Iordănescu (Romania) - 54 voti
6. Egil Olsen (Norvegia) - 50 voti
7. Bora Milutinović (Messico) - 40 voti
8. Daniel Passarella (Argentina) - 39 voti
9. Aimé Jacquet (Francia) - 24 voti
10. Guus Hiddink (Paesi Bassi) - 21 voti

1998
1. Aimé Jacquet (Francia) - 259 voti
2. Miroslav Blažević (Croazia) - 148 voti
3. Guus Hiddink (Paesi Bassi) - 109 voti
4. Mário Zagallo (Brasile) - 56 voti
5. Glenn Hoddle (Inghilterra) - 30 voti
6. Egil Olsen (Norvegia) - 30 voti
7. Manuel Lapuente (Messico) - 28 voti
8. Henri Michel (Marocco) - 27 voti
9. Daniel Passarella (Argentina) - 22 voti
10. Cesare Maldini (Italia) - 16 voti

1999
1. Vanderlei Luxemburgo (Brasile) - 147 voti
2. Jozef Chovanec (Repubblica Ceca) - 140 voti
3. José Camacho (Spagna) - 123 voti
4. Manuel Lapuente (Messico) - 65 voti
5. Nils Johan Semb (Norvegia) - 34 voti
6. Tommy Söderberg (Svezia) - 30 voti
7. Bo Johansson (Danimarca) - 27 voti
8. Kevin Keegan (Inghilterra) - 21 voti
9. Frank Rijkaard (Paesi Bassi) - 18 voti
10. Victor Pițurcă (Romania) - 17 voti
11. Erich Ribbeck (Germania) - 17 voti

2000
1. Roger Lemerre (Francia) - 271 voti
2. Humberto Coelho (Portogallo) - 102 voti
3. Marcelo Bielsa (Argentina) - 91 voti
4. Dino Zoff (Italia) - 84 voti
5. Jean-Paul Akono (Camerun olimpico) - 56 voti
6. Jozef Chovanec (Repubblica Ceca) - 39 voti
7. Philippe Troussier (Giappone) - 29 voti
8. Pierre Lechantre (Camerun) - 28 voti
9. Frank Rijkaard (Paesi Bassi) - 23 voti
10. Sergio Markarián (Paraguay) - 22 voti

2001
1. Marcelo Bielsa (Argentina) - 201 voti
2. Sven-Göran Eriksson (Inghilterra) - 147 voti
3. Roger Lemerre (Francia) - 127 voti
4. Srečko Katanec (Slovenia) - 54 voti
5. José Pekerman (Argentina Under-20) - 31 voti
6. Jerzy Engel (Polonia) - 28 voti
7. José Camacho (Spagna) - 22 voti
8. Giovanni Trapattoni (Italia) - 21 voti
9. António Oliveira (Portogallo) - 20 voti
10. Philippe Troussier (Giappone) - 18 voti
11. Rudi Völler (Germania) - 18 voti

2002
1. Luiz Felipe Scolari (Brasile) - 286 voti
2. Guus Hiddink (Corea del Sud) - 179 voti
3. Şenol Güneş (Turchia) - 155 voti
4. Rudi Völler (Germania) - 92 voti
5. Bruno Metsu (Senegal) - 79 voti
6. Bruce Arena (Stati Uniti d'America) - 19 voti
7. Sven-Göran Eriksson (Inghilterra) - 18 voti
8. Philippe Troussier (Giappone) - 11 voti
9. José Camacho (Spagna) - 10 voti
10. Marcelo Bielsa (Argentina) - 9 voti

2003
1. Jacques Santini (Francia) - 150 voti
2. Karel Brückner (Repubblica Ceca) - 133 voti
3. Sven-Göran Eriksson (Inghilterra) - 74 voti
4. Carlos Alberto Parreira (Brasile) - 52 voti
5. Marcelo Bielsa (Argentina) - 43 voti
6. Giovanni Trapattoni (Italia) - 43 voti
7. Winfried Schäfer (Camerun) - 42 voti
8. Aleksandrs Starkovs (Lettonia) - 33 voti
9. Morten Olsen (Danimarca) - 31 voti
10. Luiz Felipe Scolari (Portogallo) - 31 voti

2004
1. Otto Rehhagel (Grecia) - 261 voti
2. Marcelo Bielsa (Argentina) - 134 voti
3. Luiz Felipe Scolari (Portogallo) - 98 voti
4. Karel Brückner (Repubblica Ceca) - 74 voti
5. Carlos Alberto Parreira (Brasile) - 56 voti
6. Morten Olsen (Danimarca) - 29 voti
7. Zico (Giappone) - 23 voti
8. Sven-Göran Eriksson (Inghilterra) - 22 voti
9. Roger Lemerre (Tunisia) - 19 voti
10. Adnan Hamad (Iraq) - 18 voti

2005
1. Carlos Alberto Parreira (Brasile) - 167 voti
2. Marco van Basten (Paesi Bassi) - 134 voti
3. José Pekerman (Argentina) - 75 voti
4. Marcello Lippi (Italia) - 50 voti
5. Karel Brückner (Repubblica Ceca) - 46 voti
6. Ricardo La Volpe (Messico) - 41 voti
7. Luiz Felipe Scolari (Portogallo) - 35 voti
8. Bruce Arena (Stati Uniti d'America) - 30 voti
9. Zico (Giappone) - 29 voti
10. Oleh Blochin (Ucraina) - 28 voti

2006
1. Marcello Lippi (Italia) - 298 voti
2. Raymond Domenech (Francia) - 132 voti
3. Jürgen Klinsmann (Germania) - 123 voti
4. Luiz Felipe Scolari (Portogallo) - 84 voti
5. Guus Hiddink (Australia) - 47 voti
6. José Pekerman (Argentina) - 28 voti
7. Jakob Kuhn (Svizzera) - 22 voti
8. Oleg Blokhin (Ucraina) - 20 voti
9. Ratomir Dujković (Ghana) - 19 voti
10. Carlos Alberto Parreira (Brasile) - 19 voti

2007
1. Dunga (Brasile) - 148 voti
2. Slaven Bilić (Croazia) - 101 voti
3. Jorvan Vieira (Iraq) - 83 voti
4. Karel Brückner (Repubblica Ceca) - 59 voti
5. Joachim Löw (Germania) - 56 voti
6. Guus Hiddink (Australia) - 51 voti
7. Otto Rehhagel (Grecia) - 43 voti
8. Raymond Domenech (Francia) - 40 voti
9. Roberto Donadoni (Italia) - 38 voti
10. Alfio Basile (Argentina) - 36 voti
11. Luiz Felipe Scolari (Portogallo) - 36 voti

2008
1. Luis Aragonés (Spagna) - 252 voti
2. Guus Hiddink (Russia) - 145 voti
3. Fatih Terim (Turchia) - 72 voti
4. Sergio Batista (Argentina olimpica) - 62 voti
5. Joachim Löw (Germania) - 48 voti
6. Hassan Shehata (Egitto) - 46 voti
7. Fabio Capello (Inghilterra) - 38 voti
8. Gerardo Martino (Paraguay) - 36 voti
9. Dunga (Brasile) - 24 voti
10. Marcello Lippi (Italia) - 18 voti

2009
1. Vicente del Bosque (Spagna) - 185 voti
2. Fabio Capello (Inghilterra) - 151 voti
3. Dunga (Brasile) - 149 voti
4. Marcelo Bielsa (Cile) - 82 voti
5. Bob Bradley (Stati Uniti d'America) - 32 voti
6. Bert van Marwijk (Paesi Bassi) - 28 voti
7. Ottmar Hitzfeld (Svizzera) -	23 voti
8. Otto Rehhagel (Grecia) - 18 voti
9. Radomir Antić (Serbia) - 17 voti
10. Guus Hiddink (Russia) - 17 voti

2010
1. Vicente del Bosque (Spagna) - 298 voti
2. Joachim Löw (Germania) - 168 voti
3. Bert van Marwijk (Paesi Bassi) - 125 voti
4. Óscar Tabárez (Uruguay) - 98 voti
5. Milovan Rajevac (Ghana) - 41 voti
6. Marcelo Bielsa (Cile) - 22 voti
7. Fabio Capello (Inghilterra) - 15 voti
8. Gerardo Martino (Paraguay) - 11 voti
9. Dunga (Brasile) - 7 voti
10. Zlatko Kranjčar (Montenegro) - 7 voti

2011
1. Óscar Tabárez (Uruguay) - 200 voti
2. Vicente del Bosque (Spagna) - 186 voti
3. Joachim Löw (Germania) - 169 voti
4. Bert van Marwijk (Paesi Bassi) - 81 voti
5. Alberto Zaccheroni (Giappone) - 24 voti
6. Fabio Capello (Inghilterra) - 23 voti
7. Morten Olsen (Danimarca) - 20 voti
8. César Farías (Venezuela) - 12 voti
9. Giovanni Trapattoni (Irlanda) - 12 voti
10. Slaven Bilić (Croazia) - 11 voti

2012
1. Vicente del Bosque (Spagna) - 231 voti
2. Cesare Prandelli (Italia) - 83 voti
3. Luis Fernando Tena (Messico) - 70 voti
4. Joachim Löw (Germania) - 48 voti
5. Hervé Renard (Zambia) - 38 voti
6. Alejandro Sabella (Argentina) - 21 voti
7. Paulo Bento (Portogallo) - 16 voti
8. José Pekerman (Colombia) - 15 voti
9. Fabio Capello (Inghilterra) - 13 voti
10. Reinaldo Rueda (Ecuador) - 9 voti
11. Alberto Zaccheroni (Giappone) - 9 voti

2013
1. Vicente del Bosque (Spagna) - 161 voti
2. Joachim Löw (Germania) - 101 voti
3. Luiz Felipe Scolari (Brasile) - 74 voti
4. Marc Wilmots (Belgio) - 54 voti
5. José Pekerman (Colombia) - 40 voti
6. Alejandro Sabella (Argentina) - 23 voti
7. Óscar Tabárez (Uruguay) - 11 voti
8. Cesare Prandelli (Italia) - 9 voti
9. Jürgen Klinsmann (Stati Uniti) - 8 voti

2014
1. Joachim Löw (Germania) - 220 voti
2. Alejandro Sabella (Argentina) - 71 voti
3. Louis van Gaal (Paesi Bassi) - 38 voti
4. José Pekerman (Colombia) - 31 voti
5. Jorge Luis Pinto (Costa Rica) - 19 voti
6. Jorge Sampaoli (Cile) - 18 voti
7. Miguel Herrera (Messico) - 15 voti
8. Marc Wilmots (Belgio) - 9 voti
9. Didier Deschamps (Francia) - 8 voti
10. Stephen Keshi (Nigeria) - 1 voto

2015
1. Jorge Sampaoli (Cile) - 136 voti
2. Joachim Löw (Germania) - 57 voti
3. Roy Hodgson (Inghilterra) - 46 voti
4. Marcel Koller (Austria) - 29 voti
5. Michael O'Neill (Irlanda del Nord) - 25 punti
6. Gianni De Biasi (Albania) - 23 voti
7. Lars Lagerbäck (Islanda) - 22 voti
8. Vicente del Bosque (Spagna) - 18 voti
9. Chris Coleman (Galles) - 18 voti
10. Gerardo Martino (Argentina) - 14 voti

2016
1. Fernando Santos (Portogallo) - 199 voti
2. Lars Lagerbäck (Islanda) - 71 voti
3. Joachim Löw (Germania) - 62 voti
4. Chris Coleman (Galles) - 61 voti
5. Didier Deschamps (Francia) - 52 voti
6. Antonio Conte (Italia) - 17 voti
7. Ante Čačić (Croazia) - 8 voti
8. Marc Wilmots (Belgio) - 3 voti
9. Tite (Brasile) - 3 voti
10. Bernd Storck (Ungheria) - 1 voto

2017
1. Joachim Löw (Germania) - 299 voti
2. Tite (Brasile) - 125 voti
3. Julen Lopetegui (Spagna) - 62 voti
4. Fernando Santos (Portogallo) - 50 voti
5. Didier Deschamps (Francia) - 28 voti
6. Roberto Martínez (Belgio) - 28 voti
7. Carlos Queiroz (Iran) - 26 voti
8. Héctor Cúper (Egitto) - 24 voti
9. Juan Antonio Pizzi (Cile) - 16 voti
10. Hugo Broos (Camerun) - 11 voti

2018
1. Didier Deschamps (Francia) - 304 voti
2. Zlatko Dalić (Croazia) - 198 voti
3. Roberto Martínez (Belgio) - 84 voti
4. Stanislav Čerčesov (Russia) - 26 voti
5. Gareth Southgate (Inghilterra) - 18 voti
6. Óscar Tabárez (Uruguay) 12 voti
7. Aliou Cissé (Senegal) - 5 voti
8. Tite (Brasile) - 4 voti
9. Janne Andersson (Svezia) - 3 voti
10. José Pekerman (Colombia) - 3 voti

2019
1. Fernando Santos (Portogallo) - 112 voti
2. Tite (Brasile) - 102 voti
3. Roberto Martínez (Belgio) - 97 voti
4. Didier Deschamps (Francia) - 87 voti
5. Djamel Belmadi (Algeria) - 61 voti
6. Gareth Southgate (Inghilterra) - 45 voti
7. Roberto Mancini (Italia) - 42 voti
8. Andrij Ševčenko (Ucraina) - 41 voti
9. Ricardo Gareca (Perù) - 22 voti
10. Nicolas Dupuis (Madagascar) - 11 voti

2020
1. Didier Deschamps (Francia) - 100 voti
2. Roberto Martínez (Belgio) - 95 voti
3. Luis Enrique (Spagna) - 60 voti
4. Tite (Brasile) - 40 voti
5. Fernando Santos (Portogallo) - 40 voti
6. Roberto Mancini (Italia) - 30 voti
7. Djamel Belmadi (Algeria) - 20 voti
8. Joachim Löw (Germania) - 10 voti
9. Andrij Ševčenko (Ucraina) - 5 voti
10. Marco Rossi (Ungheria) - 5 voti
11. Gareth Southgate (Inghilterra) - 5 voti
12. Markku Kanerva (Finlandia) - 5 voti
13. Óscar Tabárez (Uruguay) - 5 voti

2021
1. Roberto Mancini (Italia) - 225 voti
2. Lionel Scaloni (Argentina) - 30 voti
3. Didier Deschamps (Francia) - 25 voti
4. Djamel Belmadi (Algeria) - 15 voti
5. Tite (Brasile) - 15 voti

2022
1. Lionel Scaloni (Argentina) - 240 voti
2. Didier Deschamps (Francia) - 45 voti
3. Walid Regragui (Marocco) - 30 voti
4. Zlatko Dalić (Croazia) - 20 voti
5. Hajime Moriyasu (Giappone) - 15 voti
6. Louis van Gaal (Paesi Bassi) - 10 voti
7. Gregg Berhalter (Stati Uniti) - 10 voti
8. Hervé Renard (Arabia Saudita) - 5 voti
9. Tite (Brasile) - 5 voti
10. Paulo Bento (Corea del Sud) - 5 voti

2023
1. Lionel Scaloni (Argentina) - 185 voti
2. Didier Deschamps (Francia) - 112 voti
3. Roberto Martínez (Portogallo) - 61 voti
4. Luis de la Fuente (Spagna) - 56 voti
5. Marcelo Bielsa (Uruguay) - 43 voti
6. Hajime Moriyasu (Giappone) - 20 voti
7. Gareth Southgate (Inghilterra) - 19 voti
8. Sylvinho (Albania) - 16 voti
9. Walid Regragui (Marocco) - 15 voti
10. Steve Clarke (Scozia) - 7 voti

2024
1. Luis de la Fuente (Spagna) - 274 voti
2. Lionel Scaloni (Argentina) - 148 voti
3. Didier Deschamps (Francia) - 35 voti
4. Gareth Southgate (Inghilterra) - 26 voti
5. Emerse Faé (Costa d'Avorio) - 18 voti
6. Julian Nagelsmann (Germania) - 17 voti
7. Néstor Lorenzo (Colombia) - 14 voti
8. Vincenzo Montella (Turchia) - 8 voti
9. Willy Sagnol (Georgia) - 6 voti
10. Marcelo Bielsa (Uruguay) - 5 voti

### Miglior commissario tecnico del decennio
| Decennio  | Commissario tecnico |
| --------- | ------------------- |
| 2011-2020 | Joachim Löw         |

## Calcio femminile

### Albo d'oro
| Anno | Commissario tecnico | Nazionale   |
| ---- | ------------------- | ----------- |
| 2020 | Sarina Wiegman      | Paesi Bassi |
| 2021 | Bev Priestman       | Canada      |
| 2022 | Sarina Wiegman      | Inghilterra |
| 2023 | Sarina Wiegman      | Inghilterra |
| 2024 | Emma Hayes          | Stati Uniti |